# Hans-Rudolf Müller-Schwefe
Hans-Rudolf Müller-Schwefe (* 26. Juni 1910 in Punschrau; † 10. April 1986 in Hamburg) war ein deutscher evangelisch-lutherischer Theologe.

## Leben und Wirken
Hans-Rudolf Müller-Schwefe war der Sohn des Pfarrers und Theologen Johannes Müller-Schwefe (1874–1955). Kindheit und Jugend verbrachte er in Werne, Bochum, Soest und Münster. Nach dem Abitur in Münster 1929 studierte er bis 1934 Evangelische Theologie an der Universität Münster und der Universität Tübingen. Zum 1. April 1933 trat er der SA und zum 1. Mai desselben Jahres der NSDAP bei (Mitgliedsnummer 2.162.452). An der Münsteraner Universität bestand er 1934 das Erste Theologische Examen und promovierte in Tübingen über Rilke als Mystiker. Er trat im Studium dem Münsterschen Wingolf und dem Tübinger Wingolf Nibelungen bei.
Von 1934 bis 1936 absolvierte Müller-Schwefe das Vikariat. Anschließend arbeitete er bis 1939 als Assistent von Karl Heim in Tübingen. In seiner Habilitation, die seinerzeit nicht verlegt werden durfte, behandelte er 1938 Preußentum und Protestantismus. Von 1939 bis 1945 arbeitete er als Kriegspfarrer in der Wehrmacht, danach bis 1947 als Pfarrer in der Gemeinde Iba. Wegen seiner NS-Mitgliedschaften zog sich sein Entnazifizierungsverfahren bis 1948 hin. Von 1947 bis 1955 führte er die Evangelische Akademie der Evangelischen Kirche von Kurhessen-Waldeck (zuerst in Guntershausen, ab 1952 in Hofgeismar). Die Theologische Fakultät der Universität Tübingen ernannte ihn 1955 zum Ehrendoktor.
Vom 1. November 1955 bis zur Emeritierung am 30. September 1976 unterrichtete Müller-Schwefe als Ordinarius für Praktische Theologie an der Evangelisch-Theologischen Fakultät der Universität Hamburg. Hier wirkte er auch als Prediger und 1960/61 sowie 1964/65 als Dekan der Fakultät. Nach der Emeritierung übernahm er zwischenzeitlich Lehraufträge, schrieb und hielt viele Vorträge. Später ging er nach Südafrika: hier arbeitete er vertretungsweise am lutherischen theologischen Ausbildungszentrum in Pietermaritzburg, 1983/84 als Geistlicher der deutschsprachigen evangelischen Gemeinde in Windhoek in Namibia. Da er dort in seinen Predigten vermeintlich die Apartheid gutgeheißen hatte, geriet der Theologe 1985 in eine Auseinandersetzung mit Studenten der Universität in Hamburg.
Sein Bruder war der Tübinger Anglist Gerhard Müller-Schwefe (1914–2010).

## Werke
Müller-Schwefe beschäftigte sich insbesondere mit der Homiletik. Zwischen 1961 und 1973 schrieb er eine dreibändige Predigtlehre. Darin bezog er umfassend Themen zur Sprachphilosophie und der Fundamentaltheologie mit ein. Der Theologe war wie Karl Heim der Ansicht, dass Menschen nicht mehr nach Gott suchten und dies am Beginn jeder Predigt stehen müsse. Müller-Schwefe legte Wert darauf, Sprache und Existenz miteinander zu verbinden. Als einer der ersten seines Fachs beschäftigte er sich in der Theologie wieder mit Rhetorik und setzte sich mit Dialektik und Strukturalismus auseinander. Dabei verließ er das eigene Fachgebiet und sprach mit Naturwissenschaftlern und Technikern. Sein besonderes Interesse galt den umfangreichen Veränderungen des menschlichen Lebens durch Wissenschaft und Technik. Dabei sah er die Säkularisierung als großes Problem der Kirche an. Außerdem schrieb er zu anthropologischen, theologiegeschichtlichen, existenzphilosophischen, sprachanalytischen und gesellschaftspolitischen Fragestellungen. Außerdem beschäftigte er sich mit modernen Dichtungen und Literatur, darunter Ernst Jünger, Günter Grass oder Heinrich Böll.